# Xestia giselae
Xestia giselae är en fjärilsart som beskrevs av Wolfgang Dierl 1984. Xestia giselae ingår i släktet Xestia och familjen nattflyn. Inga underarter finns listade i Catalogue of Life.